# Mirco Zuliani

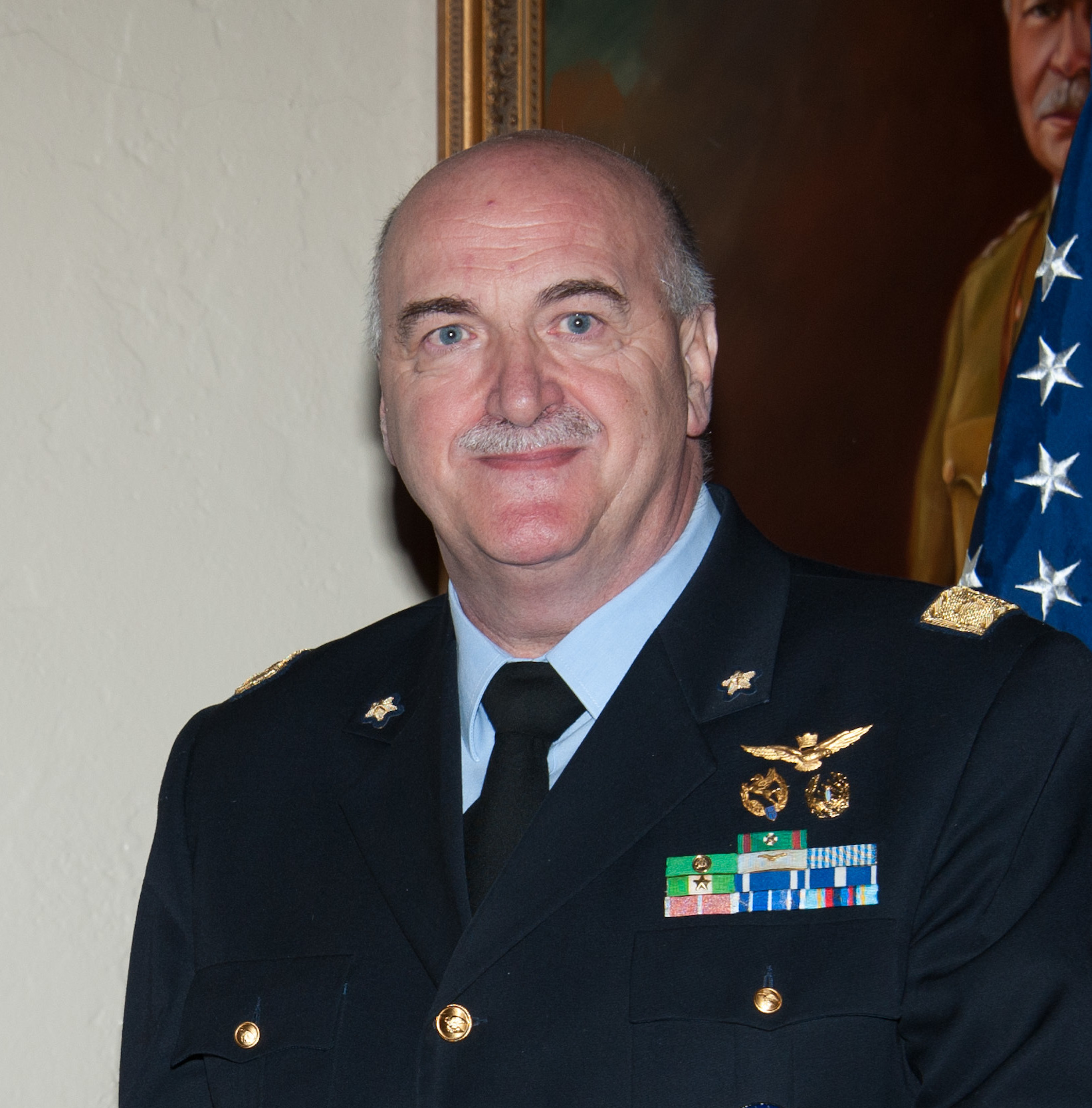
Mirco Zuliani

Mirco Zuliani (* 3. Februar 1953 in Treviso) ist ein General der italienischen Luftwaffe im Ruhestand. Von September 2013 bis März 2016 war er stellvertretender Supreme Allied Commander Transformation.

## Militärischer Werdegang
Mirco Zuliani trat 1974 in die italienische Luftwaffe ein. Er absolvierte den Offizierlehrgang an der Accademia Aeronautica und die Ausbildung zum Strahlflugzeugführer, erst in Lecce auf der Aermacchi MB-326 und dann die Fortgeschrittenenausbildung in Foggia-Amendola auf der Fiat G.91T. Die folgende Umschulung auf die Lockheed F-104 (Starfighter) bei der 20. Staffel in Grosseto schloss er im November 1980 ab. Danach wurde er zur 155. Jagdbomberstaffel (155º Gruppo) des 51. Geschwaders (51º Stormo) nach Istrana versetzt. 1983 wurde er ausgewählt, Testpilot zu werden und entsprechend beim Flugversuchszentrum in Pratica di Mare sowie an der Empire Test Pilot School in Boscombe Down im Vereinigten Königreich ausgebildet. Er war unter anderem für die Flugtests des Transportflugzeugs Fiat G.222 und des Jagdbombers Panavia Tornado zuständig.
1990 wurde er Staffelkapitän der 132. Aufklärungsstaffel des 3. Geschwaders in Verona-Villafranca. 1993 folgte eine Stabsverwendung im Stab der Luftstreitkräfte, wo er für Fragen der Logistik und Beschaffung verantwortlich zeichnete. Als Oberst (Colonnello) war er von 1998 bis 2000 Kommodore des 36. Geschwaders in Gioia del Colle, mit dem er auch am Einsatz im Kosovo teilnahm. Danach wechselte er in den Stab des Luftflottenkommandos (Comando della Squadra Aerea) und war abermals mit Fragen der Logistik und der Einsatzbereitschaft betraut.
Mittlerweile zum Brigadegeneral (Generale di Brigata Aerea) befördert, wurde Zuliani 2003 Stabschef des Logistikkommandos und im Anschluss bis 2006 Leiter der Abteilung für Luftfahrzeuge, Waffen, Avionik sowie Logistik. Daran schloss sich eine Verwendung als Militärattaché in Washington, D.C. an. Als Generalmajor (Generale di Divisione Aerea) leitete er von 2009 bis 2011 eine Abteilung der Rüstungshauptabteilung (Direzione Nazionale degli Armamenti) im Verteidigungsministerium in Rom und war dabei für die Einführung neuer Waffensysteme verantwortlich. Danach folgten zwei kurze Verwendungen, erst als Leiter des Flugtestzentrums in Pratica di Mare und dann als Kommandeur des NATO Combined Air Operations Centre in Poggio Renatico, wo er 2012 die Beförderung zum Generalleutnant (Generale di Squadra Aerea) erhielt. Im September 2013 wurde Zuliani Deputy Supreme Allied Commander Transformation in Norfolk, Virginia, und gleichzeitig zum „Generalleutnant in besonderer Dienststellung“ (vier Streifen, OF-9) ernannt. Am 24. März 2016 gab er seinen Posten an den deutschen Admiral Manfred Nielson ab und ging in den Ruhestand.
Zuliani hat in seiner Laufbahn über 4000 Flugstunden auf mehr als 45 verschiedenen Luftfahrzeugtypen absolviert. Er hat Hochschulabschlüsse der Universitäten Neapel (Kooperation mit der Luftwaffenakademie) und Triest (Internationale Beziehungen). Er absolvierte Generalstabslehrgänge an der Scuola di Guerra Aerea in Florenz und am Air War College auf der Maxwell Air Force Base.

## Privates
Mirco Zuliano ist verheiratet und hat einen Sohn.